# Tanya Reichert
Tanja Reichert (Vancouver, 19 settembre 1980) è un'attrice canadese, spesso accreditata come Tanya Reichert.
È apparsa in Tv per la prima volta nel 1997, con la serie Breaker High. Nel 2000, ha fatto parte del cast di Scary Movie, il suo primo film di grande successo, nel ruolo di Miss Congeniality.
Ha partecipato a numerose serie televisive, fra cui Relic Hunter, a fianco dell'attrice Tia Carrere; benché abbia contribuito solo all'ultima stagione, come sostituta all'attrice Lindy Booth, questa serie televisiva le ha portato grande successo grazie al suo ruolo di seducente segretaria.
Ha avuto piccolo ruoli anche nelle serie televisive CSI: Miami e Desperate Housewives.

## Filmografia parziale
- Relic Hunter – serie TV, 22 episodi (2001-2002)